# Thüringer Energie Team/Saison 2011
Dieser Artikel listet Erfolge und Mannschaft des Thüringer Energie Teams in der Saison 2011 auf.

## Erfolge in der Europe Tour
| Datum      | Rennen                       | Kat. | Fahrer          |
| ---------- | ---------------------------- | ---- | --------------- |
| 2.–5. Juni | Gesamtwertung Tour de Berlin | 2.2U | Jasha Sütterlin |

## Abgänge – Zugänge
| Zugänge         | Team 2010                    | Abgänge                    | Team 2011    |
| --------------- | ---------------------------- | -------------------------- | ------------ |
| Ralf Matzka     | Heizomat                     | John Degenkolb             | HTC-Highroad |
| Johannes Kahra  | LKT Team Brandenburg         | Marcel Kittel              | Skil-Shimano |
| Tassilo Fricke  | Team NetApp                  | Lucas Schädlich            | Team NSP     |
| Kersten Thiele  | Team RG Oberhausen           | Maximilian May             | Karriereende |
| Jasha Sütterlin | Team Rothaus Baden           | Philipp Klein              | Unbekannt    |
| Kevin Predatsch | Thüringer Energie Juniorteam | Mike Willam (bis 31. Juli) | Unbekannt    |
| Fabian Thiel    | Thüringer Energie Juniorteam |                            |              |

## Mannschaft
| Teamkader 2011    | Teamkader 2011     | Teamkader 2011 | Teamkader 2011  |
| Name              | Geburtsdatum       | Land           | Vorheriges Team |
| ----------------- | ------------------ | -------------- | --------------- |
| Marcel Barth      | 22. Mai 1986       | Deutschland    |                 |
| Johannes Kahra    | 18. Juli 1990      | Deutschland    |                 |
| Ralf Matzka       | 24. August 1989    | Deutschland    |                 |
| Jakob Steigmiller | 1. Januar 1990     | Deutschland    |                 |
| Jasha Sütterlin   | 4. November 1992   | Deutschland    |                 |
| Fabian Thiel      | 6. Januar 1992     | Deutschland    |                 |
| Kersten Thiele    | 29. September 1992 | Deutschland    |                 |
| Bastian Bürgel    | 27. Januar 1990    | Deutschland    |                 |
| Kevin Predatsch   | 26. August 1992    | Deutschland    |                 |
|                   |                    |                |                 |
| Quelle: UCI       |                    |                |                 |

Anmerkung: Marcel Barth
Anmerkung: Johannes Kahra

## Platzierungen in UCI-Ranglisten
UCI Europe Tour 2011
|       | Fahrer            | Punkte |
| ----- | ----------------- | ------ |
| 254.  | Jasha Sütterlin   | 61,25  |
| 352.  | Jakob Steigmiller | 45     |
| 963.  | Marcel Barth      | 7      |
| 963.  | Ralf Matzka       | 7      |
| 1064. | Bastian Bürgel    | 5      |
| 1120. | Johannes Kahra    | 4,25   |
| 1270. | Kersten Thiele    | 1,25   |
| 1270. | Kevin Predatsch   | 1,25   |